# Pinus ghiesbrechtii
Pinus ghiesbrechtii là một loài thực vật hạt trần trong họ Pinaceae. Loài này được Carrière mô tả khoa học đầu tiên năm 1867.